# Massilieurodes chittendeni
Massilieurodes chittendeni es un hemíptero de la familia Aleyrodidae, con una subfamilia: Aleyrodinae.
Fue descrita científicamente por primera vez por Laing en 1928.